# Сегал, Александр Наумович
Алекса́ндр Нау́мович Сегал (укр. Олександр Наумовий Сегал; 19 апреля 1919, Киев, УССР, СССР — 21 марта 2010, Киев, Украина) — советский и украинский артист балета, балетмейстер. Народный артист Украинской ССР (1985).

## Биография
Родился 19 апреля 1919 года. 
В 1936 году окончил Киевское государственное хореографическое училище и был принят солистом балета в Киевский театр оперы и балета. С 1939 года актёр в двух кинолентах киностудии им. Довженко. Участник Великой Отечественной войны, с июня 1941 года в составе Ансамбля песни и пляски Киевского военного округа, выступал в ансамбле песни и танца Юго-Западного фронта, однополчанин будущих народных артистов Украинской ССР Юрия Тимошенко, Ефима Березина, киноактёра Бориса Сичкина и хореографа Бориса Каменьковича.
В 1936—1960 гг. — солист балета Киевского театра оперы и балета.
В 1960—1980 гг. — балетмейстер и главный балетмейстер (1975-1980) Ансамбля танца Украины имени П. Вирского
С 1980 г. — главный балетмейстер Киевской оперетты.
Поставил более пятидесяти балетных спектаклей. Автор знаменитого танца «Вербиченька» в Ансамбле имени Вирского.
Скончался 21 марта 2010 года. Похоронен на Зверинецком кладбище вместе с двумя сыновьями и женой — прима-балериной З. В. Серковой-Сегал, заслуженной артисткой УССР, ученицей А.Вагановой.

## Фильмография
- 1939 — Щорс — Богунец
- 1959 — Лилея — Перко

## Награды
- Заслуженный артист Украинской ССР
- Народный артист Украинской ССР
- Орден Отечественной войны ІІ степени
- Орден «За заслуги» ІІІ степени (Украина) (2009)[2]
- Орден «За мужество» III степени (Украина)
- Медаль «За боевые заслуги»
- Медаль «За трудовое отличие» (1951)[3].
- Медаль «За оборону Сталинграда»
- Медаль «За оборону Киева»
- Медаль «За освобождение Варшавы»
- Медаль «За освобождение Праги»
- Медаль «За взятие Кёнигсберга»
- Медаль «За взятие Берлина»
- Медаль «За победу над Германией в Великой Отечественной войне 1941—1945 гг.»
- Медаль «В ознаменование 100-летия со дня рождения Владимира Ильича Ленина»
- Медаль «Двадцать лет победы в Великой Отечественной войне 1941—1945 гг.»
- Медаль «Тридцать лет Победы в Великой Отечественной войне 1941—1945 гг.»
- Медаль «Сорок лет Победы в Великой Отечественной войне 1941—1945 гг.»
- Медаль «Сорок лет Победы в Великой Отечественной войне 1941—1945 гг.»
- Медаль «50 лет Победы в Великой Отечественной войне 1941—1945 гг.»
- Медаль «60 лет Победы в Великой Отечественной войне 1941—1945»
- Медаль «Ветеран труда»
- Медаль «Защитнику Отчизны»
- Почётная грамота Верховной рады Украины
- Премия «Киевская пектораль» в номинации «За весомый вклад в театральное искусство» (1999)